# أرمينيا المغولية
تشير أرمينيا المغولية أو أرمينيا الإلخانية إلى الفترة التي أصبحت فيها كل من أرمينيا (خلال اتحادها مع مملكة جورجيا) ومملكة أرمينيا الصغرى تابعتين وخاضعتين للإمبراطورية المغولية (الدولة الإلخانية لاحقًا) في ثلاثينيات القرن الثالث عشر.
بقيت أرمينيا ومملكة أرمينيا الصغرى تحت التأثير المغولي حتى عام 1335.
خلال فترة الحملات الصليبية المتأخرة (من خمسينيات حتى ستينيات القرن الثالث عشر)، كان هناك تحالف قصير الأمد أرميني مغولي، انخرط في بعض العمليات العسكرية ضد عدوهم المشترك المماليك. نجحوا في السيطرة على بغداد عام 1258، ولكنهم هُزموا بعد ثمان سنوات.
تجاهلت القوى اللاتينية في الشرق الدعوات الأرمينية لإقامة حلف مسيحي مغولي واسع ضد المماليك المسلمين الذي ناصره هايتون كريكورس بصورة واضحة، ما أدى إلى زوال الدول الأوروبية الصليبية وإلى الفشل الوشيك للحملات الصليبية ككل.

## خلفية تاريخية

### خلفية أرمينية
أنشئت مملكة أرمينيا الصغرى في أواخر القرن الثاني عشر، من قبل لاجئين ومهاجرين من أرمينيا الكبرى. كانت المنطقة مسيحيةً بقوة، إذ كانت أرمينيا ذاته أول دولة تعتمد المسيحية كدين رسمي لها في القرن الرابع. كان الأرمنيون نتيجةً لذلك متعاطفون مع للحملات الصليبية الأوروبية التي بدأت بالصول في بدايات القرن الثاني عشر. عند تقدم الحملات الصليبية، أصبح القادة الأرمنيين لاعبين أساسيين في سياسة المنطقة إذ تحالفوا مع الدول الصليبية ضد المسلمين.

### خلفية مغولية
توفي جنكيز خان عام 1227، وبحلول عام 1241، انفصلت الإمبراطورية لتكون أربع خانات أصغر، والتي أكملت توسيع الإمبراطورية. تقدمت الخانة الجنوبية الشرقية، المعروفة باسم الإلخانية، بقيادة حفيد جنكيز خان هولاكو، باتجاه أراضي الفرس والأرض المقدسة. تساقطت المدن واحدة تلو الأخرى بيد المغول، بما في ذلك بعض الممالك المسيحية. هوجمت جورجيا المسيحية مرةً تلو الأخرى عام 1220، وفي عام 1243 استسلمت الملكة روسودان للمغول، ما حوّل جورجيا إلى دولة تابعة للمغول والتي أصبحت فيما بعد حليفًا أساسيًا في الغزو العسكري المغولي. كان هذا أسلوب شائع عند الإمبراطورية المغولية المتوسعة؛ عند احتلال مناطق جديدة، يضمون الجماهير والمحاربين إلى صفوف الجيش المغولي، الذي يُستخدم لاحقًا لتوسيع الإمبراطورية.

## تبعية أرمينيا للمغول
عندما وصل المغول إلى القوقاز، غزوا أرمينيا الكبرى، واختار عدة قادة أرمنيون قسم الولاء للإمبراطورية المغولية. في عام 1236، استسلم حسن جلال، الأمير الأكبر لقاراباغ، للمغول وحصل مقابل ذلك على بعض المناطق التي غُزيت في وقت سابق. سافر أيضًا مرتين إلى عاصمة المغول قراقورم، حيث تفاوض حول العلاقة المقبلة مع الخان.
في أربعينيات القرن الثالث عشر، عند مواصلة المغول التقدم نحو أرمينيا الصغرى، اختار الملك هيثوم الأول أن يحذو حذو القادة الأرمنيين مثل حسن جلال، واستسلم أيضًا للغزاة.
لإضفاء الطابع الرسمي على علاقته بالمغول، أرسل هيثوم الأول أخاه غير الشقيق الأكبر سمباد إلى البلاط المغولي في قراقورم. التقى سمباد بغويوك خان وخليفته أخو قوبلاي خان مونغكي خان، وعقد اتفاقية تعاون، ضد عدوهم المشترك المسلمين. تُعد طبيعة هذه العلافة محل خلاف بين المؤرخين، إذ يدعوها البعض بالتحالف، بينما يقول البعض الآخر أن أرمينيا استسلمت كبقية الدول التي غزاها المغول وأصبحت دولة تابعة.

كان سمباد متحمسًا لسفره إلى المملكة المغولية والذي استمر حتى 1250. اكتشف وجود عدد المسيحين في الأراضي المغولية، وحتى بين المغول أنفسهم. في السابع من فبراير عام 1248 أرسل من سمرقند رسالة إلى زوج أخته هنري الأول ملك قبرص (الذي تزوج الأميرة الأرمنيية ستيفاني أخت هيثوم وسمباد). في رسالته، يصف سمباد مملكة في وسط آسيا فيها واحات والكثير من المسيحيين أتباع العقيدة النسطورية:
«وجدنا العديد من المسيحيين على طول أراضي الشرق، والعديد من الكنائس الكبيرة والجميلة. ذهب مسيحيو الشرق إلى خان التتار الذي يحكم الآن (غويوك)، واستقبلهم بحفاوة كبيرة وأعطاهم حريتهم، وأعلن ذلك في كل مكان. لا يجرؤ أحد على مقاومتهم، لا بالأفعال أو الأقوال».
خلال زيارته للبلاط المغولي، عُرض على سمباد قريبة للخان الأعظم لتكون زوجته. أنجب منها طفل وسماه فاسيل التتاري، الذي وقع لاحقًا في قبضة المماليك في معركة مري عام 1266.